# Hive Jump
Pour les articles homonymes, voir Hive.
Hive Jump est un jeu vidéo de type rogue-like développé et édité par Graphite Lab, sorti en 2016 sur Windows, Mac et Linux. Il sort en 2017 sur Wii U.

## Accueil
- Canard PC : 5/10[1]